# Mandarinia regalis
Mandarinia regalis är en fjärilsart som beskrevs av John Henry Leech 1889. Mandarinia regalis ingår i släktet Mandarinia och familjen praktfjärilar. Inga underarter finns listade i Catalogue of Life.